# Chiesa di Santa Caterina (Arezzo)
La chiesa di Santa Caterina è una chiesa di Arezzo che si trova in via Cesalpino.
Alla costruzione della chiesa, realizzata tra il 1769 e il 1771 su progetto dell'architetto Giuseppe Fabbroni, parteciparono la famiglia Albergotti e la Compagnia laicale di Santa Caterina. L'esterno è caratterizzato da un frontone curvilineo con aggetto di ovali e riquadri. L'interno è ad unica navata, impreziosita da decorazioni a stucco di Domenico Rusca. La tela dell'altare maggiore con Santa Caterina e San Donato è di Mattia De Mare, artista siciliano operante anche a Roma, autore dei dipinti posti lateralmente e datati 1772. Si tratta di due tele raffiguranti Gesù Bambino che appare a Sant'Antonio di Padova, la prima, e le Stigmate di San Francesco, la seconda. Entrambe sono copie tratte rispettivamente da Ciro Ferri e da Francesco Trevisani.